# Pyronemataceae
Pyronemataceae is een grote familie van de Pezizomycetes, behorend tot de orde van Pezizales. Het bevat ruim 60 geslachten en 500 soorten.

## Kenmerken
Vruchtlichamen kunnen variëren van steelloos, bekervormig, kussenvormig, schijfvormig of tulbandvormig. Apothecia kunnen in grootte variëren van minder dan 1 mm tot 12 cm in diameter, en kunnen fel gekleurd zijn door carotenoïde pigmenten.
Geslachten van de Pyronemataceae hebben geen gemeenschappelijke macroscopische of microscopische kenmerken. Dit gebrek heeft ertoe geleid dat verschillende auteurs verschillende classificatieschema's hebben voorgesteld.

## Taxonomie
De Familie Pyronemataceae bestaat uit de volgende geslachten:
1. Aleuria (35)
2. Aleurina (29)
3. Anthracobia (14)
4. Aparaphysaria (2)
5. Ascocalathium (1)
6. Byssonectria (13)
7. Chaetothiersia (4)
8. Cheilymenia (67)
9. Complexipes (2)
10. Cupulina (2)
11. Eoaleurina (1)
12. Galeoscypha (1)
13. Genea (41)
14. Geneosperma (2)
15. Geopora (24)
16. Gilkeya
17. Hiemsia (2)
18. Hoffmannoscypha (59)
19. Humaria (1)
20. Jafnea (10)
21. Kotlabaea (1)
22. Lamprospora (59)
23. Lathraeodiscus (1)
24. Leucoscypha (10)
25. Lotinia (1)
26. Melastiza (14)
27. Micronematobotrys (1)
28. Miladina (1)
29. Moravecia (2)
30. Muscia (1)
31. Mycogalopsis (1)
32. Neottiella (21)
33. Octospora (94)
34. Octosporella (16)
35. Octosporopsis (2)
36. Oviascoma
37. Parascutellinia
38. Paratricharina
39. Paratrichophaea
40. Petchiomyces
41. Phaeangium
42. Picoa
43. Planamyces
44. Pseudaleuria
45. Pseudotricharina
46. Pyronema
47. Pyropyxis
48. Ramsbottomia
49. Rhizoblepharia
50. Rhodoscypha
51. Rhodotarzetta
52. Scutellinia (122)
53. Sepultariella
54. Smardaea
55. Smarodsia (1)
56. Sowerbyella (17)
57. Sphaerosoma (10)
58. Sphaerosporella (4)
59. Spooneromyces (5)
60. Tricharina (16)
61. Trichophaea (46)
62. Trichophaeopsis (5)
63. Wilcoxina (5)